# Trump Entertainment Resorts
Trump Entertainment Resorts, Inc. es una compañía dedicada a construir y operar casinos y hoteles en Las Vegas y Atlantic City, cuyo accionista mayoritario y fundador es Donald Trump. Fue fundada en 1988, como parte del plan de Trump, de expandir su imperio de bienes raíces hacia la industria del juego. 
La empresa finalmente salió de la bancarrota en febrero de 2016 y se convirtió en una subsidiaria de Icahn Enterprises.

## Historia

### Fundación y primeros años
Fue fundada por Donald Trump, quien tras obtener una serie de éxitos en el mundo del bienes raíces deseaba ingresar en el lucrativo mundo de los casinos, del cual podía obtener, con mayor facilidad, un amplio flujo de capital.
La compañía comenzó a operar con el Trump Castle, casino de lujo, que bajo la gerencia de Ivana Trump, en el momento esposa de Donald, despegó rápidamente y alcanzó ganancias extraordinarias, abriendo así la posibilidad a que la compañía, se dispusiera a invertir en otros proyectos en el área siendo su siguiente inversión el Trump Plaza y comenzó a construir el Taj Majal, un inmenso casino y hotel, que representabapara muchos la "Joya del imperio Trump".
Para la Trump Entertainment, resultó esencial la presencia de Ivana Trump, pues ella vino a ser la principal responsable de que el primero de los casinos que la empresa abrió tuviera éxito permitiéndole así continuar con el desarrollo de otras nuevas propiedades, además Ivana también fue parte de la construcción del principal casino de la empresa, el Taj Majal, permaneciendo al servicio de la Trump Entertainment hasta 1990, año en el cual asumió la gerencia del Hotel Plaza.
La Trump Entertainment Resort, prosperó rápidamente y se convirtió en una de las más productivas inversiones de Donald Trump, siendo esta una percepción que se mantendría, incluso durante la crisis que estaba por venir.

### La crisis de 1992
Durante la crisis de 1992, fue cuando Donald Trump comprobó en primera persona que la Trump Entertainment quizá haya sido el negocio más importante y crucial de su vida, pues en medio de una crisis inmobiliaria, con la industria del bienes raíces paralizada, agobiado por inmensas deudas y con su empresa principal la Trump Organization al borde de la quiebra, los casinos de la Trump Entertainment se convirtieron en las principales máquinas generadoras de efectivo de Trump, que fueron esenciales para el levantamiento de su imperio.
Debido a la crisis Trump debió paralizar la construcción del Taj Mahal y también se vio obligado a vender parte de su primer casino el Trump Castle, pero gracias a esto y a otras maniobras tanto la Trump Entertainment como su empresa hermana la Trump Organization, salieron en pie de la crisis.[cita requerida]
Posterior a esta difícil época, la Trump Entertainment comenzó a levantarse, el Taj Majal fue concluido y se dio inicio a la construcción de nuevos casinos, así como también se adquirieron otros.